# Silvio Hénin
Silvio Hénin (Milano, 11 marzo 1945 – Milano, 7 dicembre 2022) è stato uno storico, biologo e informatico italiano, studioso di storia del calcolo automatico, autore di numerosi libri e articoli su riviste italiane e internazionali.

## Biografia
Laureato summa cum laude in Scienze biologiche nel 1968 all'Università degli Studi di Milano. Ha insegnato per dieci anni all’Università degli Studi di Milano, impiegandosi poi presso l'azienda farmaceutica Roche SpA. Nei venticinque anni ivi trascorsi si è occupato di diversi settori, dal training alla gestione dell’informazione scientifica, come responsabile della biblioteca-centro di documentazione biomedica, dalla gestione dei sistemi di CRM all’organizzazione congressuale. Co-fondatore del Gidif-Rbm, Gruppo Italiano Documentalisti Industria Farmaceutica e Ricerca Biomedica, è stato membro del consiglio direttivo dell'Associazione Italiana per l'Informatica ed il Calcolo Automatico, di cui ha coordinato fino al 2022 il Gruppo di Lavoro Storia dell'Informatica, oltre che membro del Comitato scientifico della rivista Mondo Digitale. È stato consulente del Museo nazionale della scienza e tecnologia "Leonardo da Vinci" di Milano e membro dell'IEEE, Institute of Electrical and Electronic Engineers. 
Silvio Hénin è morto il 7 dicembre del 2022, a 77 anni.

## Opere
- Come le violette a primavera (AICA, 2014)
- Il computer dimenticato. Carles Babbage, Ada Lovelace e la ricerca della macchina perfetta (Hoepli, 2015)
- Il racconto del computer (Manna, 2017)
- Non solo Enigma. Storia delle guerre nascoste (Hoepli, 2017)
- AI. Intelligenza artificiale tra incubo e sogno (Hoepli, 2019)
- S. Hénin e M. Zaninelli, Il calcolo automatico negli Stati Uniti, dalle origini al 1950, Le Scienze n° 334, apr. 1997
- S. Hénin e M. Zaninelli, Topi, finestre, icone e tendine. Le radici dell'interfaccia grafica, Mondo Digitale, set. 2008
- S. Hénin e M. Temporelli, An Original Italian Dial Adder Rediscovered (abstract), in IEEE Annals of the History of Computing, vol. 34, n. 2, feb. 2012,  pp. 49-59, DOI:10.1109/MAHC.2012.19.
- S. Hénin, Early Italian Computing Machines and Their Inventors, in A. Tatnall (a cura di), in  Reflections on the History of Computing. IFIP Advances in Information and Communication Technology., n. 387, Springer, 2012.
- S. Hénin, La calcolatrice di Leonardo, Mondo Digitale, ott. 2018
- S. Hénin, Per una storia italiana dell’informatica, Mondo Digitale, mag. 2019
- S. Hénin e S. Casonato, Fake But True: Model Maker Roberto Guatelli, Science Museums and Replicated Artifacts of Computing History, in IEEE Annals of the History of Computing, vol. 42, n. 2, 2020,  pp. 20-32, DOI:10.1109/MAHC.2020.2990452.
- S. Hénin, La ricerca di informazioni prima di Internet. Ricordi personali dal Medioevo dello Information Retrieval, in Mondo Digitale, n. 98, 2022,  pp. 1-7.
- M. Agosti, A. Cammozzo, F. Contin e S. Hénin, Building a Computer at the University of Padua, 1958-1961, in IEEE Annals of the History of Computing, vol. 45, n. 1, 2023,  pp. 77-85.